# Совар
Совар (енгл. Sowar), индијски термин за коњаника или обичног војника у коњичким јединицама.

## Историја
Термин совар је персијског порекла и користио се за коњанике у Могулском царству и феудалним државама у Индији све до 20 века. Тако је Лакшми Беј током Индијског устанка 1857. имала у својој служби 800 совара. Термин су преузели Британци приликом формирања својих колонијалних трупа у Индији, које су се састојале од сепоја (индијских пешадинаца) и совара (индијских коњаника) наоружаних и обучених на европски начин, под командом европских официра. Енглески синоним за соваре био је лака коњица. Тако је већ 1784. у служби Британске источноиндијске компаније било 13 пукова совара у Бенгалској и Мадраској армији. Пред велику побуну 1857, Бенгалска армија имала је 10 пукова совара, од којих се 6 побунилоː устанак је започела побуна 3. пука лаке коњице у Мируту 10. маја 1857.

### Чинови
Старешина чете совара носио је чин рисалдар.

## Опрема
Совари су већином били лака коњица, наоружани ватреним оружјем и мачем (талваром) или копљем за блиску борбу. Совари у британској служби носили су униформе европског кроја и били су наоружани мачем и карабином, пиштољем или револвером (од 1851. године, када су уведени први револвери типа Дин-Адамс).